# Мюризье, Жюстен
Жюстен Мюризье (фр. Justin Murisier; род. 8 января 1992, Мартиньи, Вале) — швейцарский горнолыжник, победитель этапа Кубка мира, участник Олимпийских игр 2014, 2018 и 2022 годов. Специализируется в скоростных дисциплинах.

## Карьера
10 января 2010 года, через два дня после своего восемнадцатилетия, Мюризье впервые принял участие в соревнованиях на Кубок мира. В слаломе Адельбодена он занял 31-е место. На чемпионате Швейцарии 2010 года одержал победу в суперкомбинации и занял третье место в гигантском слаломе.
В сентябре 2011 года Мюризье получил серьезную травму — разрыв передней крестообразной связки правого колена. Из-за неё горнолыжник выбыл на весь сезон 2011/12 годов. В августе 2012 года Жюстен снова получил разрыв той же крестообразной связки во время тренировки на слаломной трассе, из-за чего ему также пришлось сделать перерыв в сезоне 2012/13 годов.
В 2014 году принял участие в зимних Олимпийских играх в Сочи. В единственном для себя виде программы, в слаломе, он не дошёл до финиша второго спуска.
На зимних Олимпийских играх 2018 года в Пхёнчхане Мюризье также сошёл с дистанции в гигантском слаломе и в комбинации.
В 2022 году на зимних Олимпийских играх в Пекине, швейцарец занял итоговое четвёртое место в комбинации, также был шестым в командных соревнованиях.
6 декабря 2024 года Мюризье отпраздновал первую победу в карьере на этапах Кубка мира. На трассе скоростного спуска в Бивер-крик ему не было равных.

### Результаты на крупнейших соревнованиях

#### Зимние Олимпийские игры
| Олимпийские игры | Скоростной спуск | Супергигант | Гигантский слалом | Слалом | Комбинация | Команды |
| ---------------- | ---------------- | ----------- | ----------------- | ------ | ---------- | ------- |
| 2014 Сочи        | —                | —           | —                 | DNF2   | —          | —       |
| 2018 Пхёнчхан    | —                | —           | DNF1              | —      | DNF2       | —       |
| 2022 Пекин       | —                | —           | DNF1              | —      | 4          | 5       |

#### Победы на этапах Кубка мира (1)
| № | Сезон   | Дата       | Место      | Дисциплина       |
| - | ------- | ---------- | ---------- | ---------------- |
| 1 | 2024/25 | 6 дек 2024 | Бивер-Крик | Скоростной спуск |